# Lee Child
Jim Grant (n. 29 octombrie 1954, Coventry, Anglia, Regatul Unit) este un scriitor britanic, cunoscut sub pseudonimul Lee Child.
Soția sa, Jane, este newyorkează și acum amândoi trăiesc în statul New York. Primul său roman, Killing Floor, i-a adus Premiul Anthony pentru „Cel Mai Bun Prim Roman”.
Toate romanele lui Lee Child descriu aventurile unui fost soldat american, Jack Reacher, care colindă prin SUA.

## Romane publicate
| Nr. | Seria             | Numele cărții                           | Anul publicării în USA | Titlul traducerii                     | Anul publicării în România |
| --- | ----------------- | --------------------------------------- | ---------------------- | ------------------------------------- | -------------------------- |
| 1   | JR = Jack Reacher | Killing Floor                           | 1997                   | Capcana Margrave                      | 2018                       |
| 2   | JR                | Die Trying                              | 1998                   | Evadare imposibilă                    | 2008                       |
| 3   |                   | Tripwire                                | 1999                   | Firul declanșator                     |                            |
| 4   |                   | The Visitor (UK), or Running Blind (US) | 2000                   |                                       |                            |
| 5   |                   | Echo Burning                            | 2001                   |                                       |                            |
| 6   | JR                | Without Fail                            | 2002                   | Să nu greșești                        | 2020                       |
| 7   |                   | Persuader                               | 2003                   | Persuader                             |                            |
| 8   |                   | The Enemy                               | 2004                   | Inamicul                              |                            |
| 9   | JR                | One Shot                                | 2005                   | Un glonț la țintă                     | 2021                       |
| 10  | JR                | The Hard Way                            | 2006                   | Nimic nu e ușor                       | ?                          |
| 11  | JR                | Bad Luck and Trouble                    | 2007                   | Ghinioane și încurcături              | 2015                       |
| 12  | JR                | Nothing to Lose                         | 2008                   | Nimic de pierdut                      | ?                          |
| 13  |                   | Gone Tomorrow                           | 2009                   |                                       |                            |
| 14  | JR                | 61 Hours                                | 2010                   | 61 de ore                             | 2016                       |
| 15  |                   | Worth Dying For                         | 2010                   | Merită să mori                        |                            |
| 16  | JR                | The Affair                              | 2011                   | Ancheta                               | 2012                       |
| 17  | JR                | A Wanted Man                            | 2012                   | Urmărit                               | 2014                       |
| 18  | JR                | Never Go Back                           | 2013                   | Să nu te întorci niciodată!           | 2014                       |
| 19  | JR                | Personal                                | 2014                   | Personal                              | 2015                       |
| 20  | JR                | Make Me                                 | 2015                   | Convinge-mă!                          | 2016                       |
| 21  | JR                | Night School                            | 2016                   | Școala de noapte                      | 2018                       |
| 22  | JR                | The Midnight Line                       | 2017                   | Filiera de la miezul nopții           | 2018                       |
| 23  | JR                | Past Tense                              | 2018                   | Timpul trecut                         | 2019                       |
| 24  | JR                | Blue Moon                               | 2019                   | Lună albastră                         | 2020                       |
| 25  | JR                | The Sentinel                            | 2020                   | Santinela                             | 2022                       |
| 26  | JR                | Better Off Dead                         | 2021                   | Mai bine mort[nefuncțională – arhivă] | 2022                       |
| 27  |                   | No Plan B                               | 2022                   |                                       |                            |
| 28  |                   | The Secret                              | 2023                   |                                       |                            |

Pentru seria Jack Reacher cronologic.